# Эклога (законодательство)

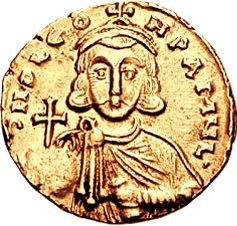
Лев III Исавр

Экло́га (от греч. εκλογή — выбор) — краткий свод византийского законодательства (лат. Ecloga Basilicorum). Представлял собой сокращённую выборку-компиляцию из кодификации императора Юстиниана (известной как Corpus juris civilis), а также последующих актов византийских императоров, с целью сделать законодательство более доступным для населения.

## Характеристика
Эклога создана в эпоху правления императора Льва III Исавра в первой половине VIII века (предположительно в 726 году). В сборник включены главным образом нормы обязательственного права.
Хотя Эклога нормативно закрепляла рабство, процедура отпуска рабов на волю значительно упрощалась. В целом, она отразила в себе изменения, произошедшие в общественной и политической жизни Византийской империи, приблизив законодательство к нормам христианской морали.
Специальный титул (VIII) в Эклоге регулировал правоотношения, связанные с рабством. Предусматривались новые способы и формы освобождения рабов (например, их отпуск на свободу в церкви). За такое преступление как дезертирство было возможно обращение в рабство даже свободного человека.
Значительное влияние на Эклогу оказала христианская религия и её моральная сторона. Ряд положений напрямую ссылался на Евангелие, обосновывая ту либо иную правовую конструкцию.Христианские каноны в Эклоге особенно глубоко проникли в брачно-семейные правоотношения (титулы I—VII). Так, вводился до этого не встречающийся в византийском праве институт обручения (с 7 лет). Формально требовалось согласие обручающихся, хотя фактически его давали их родители.
Брачный возраст был установлен в 15 и 13 лет для мужчин и женщин соответственно. Сокращалось число законных поводов к разводу под влиянием христианской церкви.
Женщина, согласно Эклоге, находилась в подчиненном положении по отношению к мужу. При этом налицо вырывание имущественного режима в сравнении с римским правом. Например, брачные подарки и приданое жены рассматривались уже не как собственное имущество мужа, а лишь как данное ему в управление.
Согласно нормам наследственного права Эклоги, в завещании устанавливалась обязательная доля детей (не менее 1/3 части от общей массы наследства). При отсутствии завещания были предусмотрены семь разрядов (очередей) наследников, к которым последовательно переходило имущество умершего.
Нормы договорного права в Эклоге упоминаются в титулах (IX—XIII) и, в сравнении со Сводом законов Юстиниана, упоминают лишь заем, вклад (хранение), куплю-продажу, товарищество. Договор купли-продажи мог быть заключен как в устной, так и в письменной форме. В результате воздействия греческого права в договорах купли-продажи появился такой институт как задаток.
Договор займа в отличие от классического римского права не содержал процентов. Считается, что это также результат влияния христианских канонов.
Кратко упоминается о таком институте как наем, включавшем в себя в том числе аренду земли. Срок владения ограничивался 29 годами.
В Эклоге отражаются нормы по сдаче в аренду государственных, императорских и церковных земель с обязательным ежегодным взносом арендной платы. Однако сдача частных земель не получила широкого распространения в Византии. 
Такой институт как эмфитевзис также отражен в Эклоге. Он устанавливался в форме бессрочной или срочной аренды «на срок до трех поколений, наследующих друг за другом по завещанию или без завещания». Лицо, получившее эмфитевзис (обычно это был земельный участок), называлось эмфитевт. Он обязывался своевременно вносить платежи собственнику. Кроме того, в его обязанности входила забота о «сохранении и улучшении недвижимости». В случае, если эмфитевт в течение трех лет не осуществлял соответствующие платежи, он мог быть лишен прав на имущество.
Нормам уголовного права в Эклоге посвящен титул XVII. Данный титул получил наибольшее распространение в последующих законодательных сводах Византии.
Особую часть в уголовном праве Византии, отраженном в Эклоге, занимают преступления против государственной власти (государственная измена, фальшивомонетничество и иное). Кроме того, отдельно выделялась статья о лицах, осуществляющих восстание против императора. Организаторы и пособники по данным видам преступлений рассматривались как желающие «все разрушить» и поэтому их «в тот же час должно предать смерти».
Преступления против христианской религии также выделялись в особую группу. Преследовались такие деяния как ложная клятва на «божественных евангелиях», отречение от христианской веры в плену, колдовство, знахарство, изготовление различного рода амулетов и участие в языческих или еретических движениях (например, манихейство и монтанизм).
Наказание за убийство или причинение различного рода телесных повреждений дифференцировалось в зависимости от того, были ли эти преступления совершены с умыслом или по неосторожности. Например, «если кто-либо бил своего раба плетьми или палками и раб умер, то не осуждается господин его как убийца». А в тех случаях, если он осуществил это намеренно («неумеренно его истязал, или отравил его ядом, или его сжег»), то наступала ответственность.
Встречаются в Эклоге также такие преступления против собственности как грабеж, поджог, уничтожение чужого имущества, разграбление чужих могил.
Многие статьи в Эклоге посвящаются преступлениям, посягающим на установленный государством строй брачно-семейных и нравственных отношений (вытравление плода, прелюбодеяние, вступление в связь с монахиней, крестницей, девушкой, скотоложство, кровосмешение, изнасилование и т. д.).
Система наказаний в Эклоге стала более жесткой в сравнении со Сводом законов Юстиниана. За многие совершенные преступления предусматривалась смертная казнь. Членовредительские наказания (отрезание носа, вырывание языка, отсечение руки, ослепление, оскопление) теперь распространялись не только на преступления, совершаемые рабами, но на свободных людей. Кроме того, встречались такие позорящие наказания, как острижение бороды и сбривание волос. Конфискация имущества также нашла свое отражение в Эклоге. За ряд противоправных деяний и преступлений наказание дифференцировалось в зависимости от социального положения виновного лица. Согласно статье 22 титула XVII Эклоги, для сановных лиц за связь с чужой рабыней полагался крупный штраф. При этом за совершения данного деяния «простым человеком» предусматривался штраф, а также сечение плетьми. Наказание за связь с девушкой «без ведома её родителей» для лиц «состоятельных», лиц «среднего благосостояния», а также для «бедных и неимущих» также было различным. Наказанием для первых была выплата компенсации, размер которой напрямую зависел от имущественного положения, а вот для вторых наказанием могла стать порка, острижение и даже высылка (статья 29 титул XVII). Несмотря на наличие дифференциации наказания по ряду статей в зависимости от социального положения, в подавляющем большинстве других статей уголовная ответственность не ставилась в зависимость от него.
В свою очередь социальное неравенство различных слоев населения также прослеживалось в нормах, посвященных доказательствам (титул XIV). Так, в Эклоге предполагается, что «свидетели, имеющие звание, или должность, или занятие (или благосостояние), наперед считаются приемлемыми». Тогда как «свидетели неизвестные», то есть лица низшего уровня социального положения, в случаях, если показания, данные ими, оспаривались в суде, могли быть подвергнуты допросу под плетьми.
В связи с тем, что в Эклоге не отражались нормы правоотношений, связанные с приобретением и потерей права собственности, сроки давности и иные положения гражданского законодательства, судам при рассмотрении различных дел приходилось обращаться к Своду законов Юстиниана.
Во многочисленных списках Эклога дополняется Земледельческим, Морским и Военным законами. Особую роль из них имел Земледельческий закон, так как в нём отражались нормы, регулирующие отношения, складывавшиеся в сельских общинах. Исследователями установлено, что существовало две основных редакции (версии) Земледельческого закона. Первая, наиболее ранняя, имеющая особую ценность в качестве источника обычного права соответствующего периода, и вторая, более поздняя, отразившая высокую степень социальной дифференциации общества. Место и время подготовки ранней редакции Земледельческого закона вызывают разногласия среди исследователей. Одни относят его к концу VII века (времена правления Юстиниана II), другие считают, что он имеет явно южноиталийское происхождение. При этом наиболее распространенной является точка зрения, что он был составлен в Константинополе в 20-х годах VIII века, то есть примерно в одно время с Эклогой, приложением к которой он обычно считается. Ранняя редакция Земледельческого закона включает в себя 85 статей, не имеющих структурного изложения. Поздняя редакция насчитывает уже 103 статьи, разделенные на 10 соответствующих титулов. Нормы, включенные в Земледельческий закон Эклоги, в большинстве своем были направлены на решение типичных конфликтов и правовых ситуаций, возникавших в рамках сельских общин (соблюдение границ смежных участков, обмен земельными участками, результаты самовольной распашки земли). В статьях 18 и 19 отражаются интересы государственной казны в части взимания податей и экстраординарных налогов. За совершение различных деликтов (правонарушений), таких как порча имущества, в том числе сельскохозяйственного инвентаря, или порубка чужого леса, назначались только имущественные наказания, преследующие своей целью полное возмещение ущерба. При этом в тех случаях когда ущерб был особо крупным и как следствие создавал угрозу для порядка, установленного в общине, могли быть назначены членовредительские и телесные наказания (отсечение руки у вора, поджигателя чужого сарая и иное), а в каких-то случаях даже смертная казнь (за сожжение из мести чужого гумна, за большинство краж, совершенных рабами).
Вторым по степени значимости из приложений к Эклоге является Морской закон, получивший в Западной Европе известность под названием Родосский морской закон. Считается, что он был составлен в VII—VIII веках. Данный закон отражал комплекс правовых обычаев, возникших в период античной и средневековой морской торговли. В нём отражены правила, относящиеся к судовождению, перевозке грузов и пассажиров, фрахтованию судов, выбрасыванию груза в случае опасности на море (так называемая авария), распределение прибыли и убытков между судовладельцем и собственником груза. Ряд норм данного закона применялись в международной торговле вплоть до XV века.

## Структура
Эклога состоит из восемнадцати глав или титулов, посвящённых в основном вопросам гражданского права (займы, завещания, купля-продажа, арендные отношения и другие). Большое место уделено вопросам брака. XVII титул являет собой перечень наказаний за различного рода преступления.

## Значение
Сборник законов Эклоги был весьма популярен в славянских странах, поэтому она оказала влияние на некоторые законодательные памятники славянских народов.
Например, некоторые положения Эклоги использовались в судопроизводстве Древней Руси X-XI веков.
Эклогу по праву можно считать первым законодательным актом государственного уровня, введшим христианские нормы в брачные отношения.
По мнению российского византиниста В. Г. Васильевского, Эклога имеет первостепенное значение не только в истории римского права, но «в общей истории человечества».